# Dohuk
Dohuk (kurdisch دھۆک Dihok oder Duhok; arabisch دهوك, DMG Dahūk; klassisch-syrisch ܢܘܗܕܪܐ Nohadra) ist die Hauptstadt des Gouvernements Dahuk in der Autonomen Region Kurdistan im Irak.
Die Großstadt hat etwa 500.000 Einwohner. Sie liegt 585 m hoch und ist 470 km von Bagdad entfernt. Der Name Dohuk bedeutet auf Kurdisch „Zwei Maßeinheiten“ (Einheiten zur Messung von Trockengut).
Dohuk ist Sitz eines Bistums der mit der römisch-katholischen Kirche unierten chaldäisch-katholischen Kirche. Die Stadt ist zudem Sitz der Universität Duhok, die zu den mehr als elf kurdischen Universitäten in der Autonomen Region Kurdistan zählt.

## Geschichte
Der Aufstieg der Stadt begann 1236, als Hasan Beg Saifadin sich dem Badinan-Fürstentum anschloss. 1842 wurde das Fürstentum durch die Osmanen aufgelöst und die Stadt an Mosul angeschlossen. 1898 gab es laut einem Bericht elf kleine und private Schulen in der Stadt, davon zwei christliche und zwei jüdische Schulen. 1920 gab es im ganzen Irak nur fünf Grundschulen, die für Mädchen zugänglich waren, und eine davon war in Dohuk.

## Kultur
Vom 22. bis 24. September 2005 fand zum ersten Mal in Dohuk ein Kulturfestival statt, zu dem kurdische Schriftsteller aus allen Ländern eingeladen wurden.
Seit 2011 findet in der Stadt das Duhok International Film Festival (Duhok IFF) statt. Bei diesem Filmpreis werden überwiegend kurdische Kinofilme vorgestellt und ausgezeichnet. Die Preisverleihung wird durch das Ministerium für Kultur von Kurdistan (insbesondere die Abteilung für Kino) in Kooperation mit mîtosfilm organisiert.

## Sport
Der örtliche Fußballklub SC Dohuk spielt zurzeit in der höchsten irakischen Fußball-Liga. Im Jahre 2010 konnte der Verein zum ersten Mal in seiner Vereinsgeschichte die Meisterschaft gewinnen.

## Söhne und Töchter der Stadt
- Ibrahim Tahir Salam (* 1940), kurdischer Politiker und Generalsekretär der Kurdischen Revolutionären Partei
- Karim Findi (* 1946), kurdischer Autor und Schriftsteller
- Ahmad Muhammad Said al-Atrushi (* 1947), kurdischer Politiker und Generalsekretär der Kurdischen Demokratischen Partei
- Aram Arami (* 1993), deutscher Schauspieler kurdischer Abstammung
- Dalshad Said (* 1958), kurdischer Musiker und Komponist